# Etiennea multituberculum
Etiennea multituberculum är en insektsart som beskrevs av Hodgson 1991. Etiennea multituberculum ingår i släktet Etiennea och familjen skålsköldlöss.
Artens utbredningsområde är Gabon. Inga underarter finns listade i Catalogue of Life.